# Scattery Island
Scattery Island (irisch: Inis Cathaigh) ist eine kleine, heute unbewohnte Insel im Mündungstrichter des Shannon, die per Boot von Cappa Pier bei Kilrush im County Clare im Westen der Republik Irland aus erreichbar ist. Cappagh Pier ist ein Felsstrand mit einem kleinen Pier und einem Hafen. Die Insel wurde nach einem Ungeheuer der irischen Sagenwelt benannt.

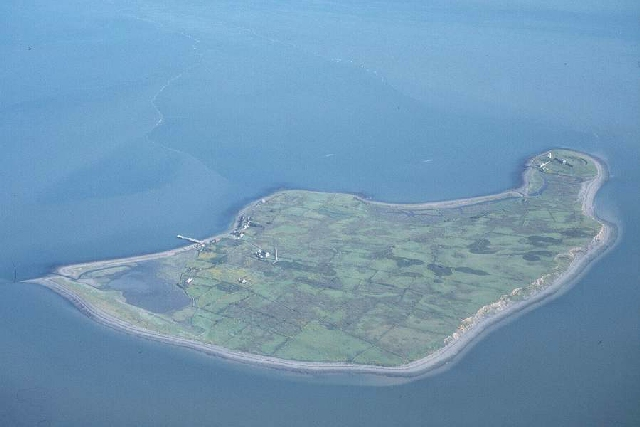
Scattery Island

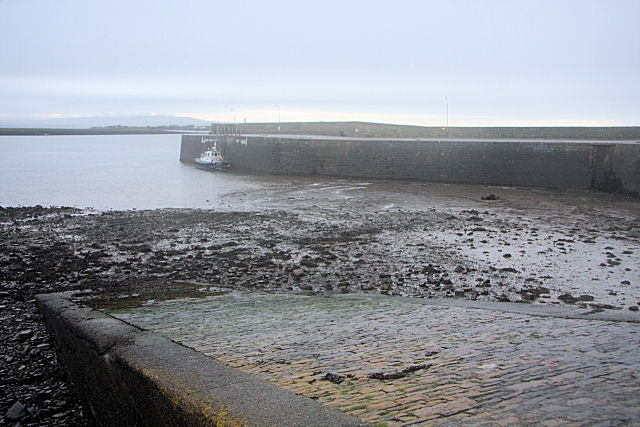
Cappagh Pier

## Die Bauwerke
St. Senán, der hier 544 starb und begraben ist, gründete in der ersten Hälfte des 6. Jahrhunderts ein Kloster der Iroschottischen Kirche. Einer seiner Schüler war St. Ciaran von Clonmacnoise. Auffälligster Teil des Klosters ist der Rundturm. Das Ungewöhnliche an dem 35 m hohen Turm besteht darin, dass sein Zugang auf Boden-Niveau liegt. Im Osten des Turms liegt die Kathedrale, eine Kirche mit Anten und horizontalem Türsturz. Im 13. oder 14. Jahrhundert wurden Süd- und Ostfenster eingefügt. Im Norden liegt eine romanische Kirche aus dem 12. Jahrhundert. Auf einem Kamm nördlich der Hauptgruppe von Gebäuden liegt der Tempel Senan, ein mittelalterlicher Bau mit einem alten Cross-Slab und einem Oghamstein. Südwestlich vom Rundturm liegt die „Kirche des Hügels der Engel“, wohin, wie in der „Legend of the Cathach“ behauptet, St. Senan von einem Engel gebracht wurde, bevor er das Ungeheuer Cata besiegte.
Die alte Kirche, der ein mittelalterliches Gebäude hinzugefügt wurde, ist stark zerstört. Nahe dem Ostufer liegt die ins 14. Jahrhundert datierte „Kirche der Toten“.

## Geschichte
Das Kloster wurde 816 und 835 durch die Wikinger verwüstet und die Insel zumindest zeitweise von ihnen besetzt. Zwischen 972 und 975 war sie wieder im Besitz von Brian Boru. 1057 und 1176 wurde die Insel erneut geplündert und im Jahre 1179 wurden die Kirchen von William Hoel, einem Engländer, entweiht. Zu dieser Zeit wurde das Kloster Teil der Diözese Limerick, zuvor war die Insel 1152 auf der Synode von Kells zum Sitz eines Bistums geworden, das nun mit dem Bistum Limerick vereint wurde, aber noch heute als Titularbistum Inis Cathaig fortbesteht. Die Normannen übernahmen die Kirche im 13. Jahrhundert. 1359 ernannte Papst Innozenz VI. von Avignon aus einen Bischof, der vom lokalen Klerus aber nicht anerkannt wurde. Das Kloster erlangte im 14. und 15. Jahrhundert als Collegekirche erneut Bedeutung, wurde aber in elisabethanischer Zeit (1558–1603) zerstört. Um 1577 wurde ein Schloss auf der Insel errichtet, das heute nahezu völlig abgetragen ist. 1588 lag die spanische Armada vor der Insel. 1825 gelangte die Insel in Privatbesitz, wurde besiedelt und hatte zeitweise etwa 100 Bewohner. Zu den hier geborenen Personen gehörte der Ordensgeistliche Senan Louis O’Donnell (1927–2023), der von 1993 bis 2003 römisch-katholischer Bischof von Maiduguri in Nigeria war.

## Trivia
Neugebaute Boote umsegelten die Insel auf ihrer ersten Reise, als Zeichen der Ehrerbietung. Die Matrosen nahmen Kieselsteine von der Küste mit aufs Meer, um mit ihnen Gefahren abzuwenden.